# Rugby a 15 nel 1968

## Attività internazionale

### Altri test match ufficiali
| Bruxelles 31 marzo 1968 | Belgio | 9 – 14 | Paesi Bassi |  |

| 12 ottobre 1968 | Paesi Bassi | 0 – 11 | Germania Ovest |  |

| Helsingborg 27 ottobre 1968 | Svezia | 11 – 0 | Danimarca |  |

### Test match semi ufficiali
| Stara Zagora 31 luglio 1968 | Jugoslavia | 3 – 11 | Romania XV |  |

| Stara Zagora 2 agosto 1968 | Jugoslavia | 6 – 29 | Bulgaria |  |

| Buenos Aires 29 settembre 1968 | Argentina B | 26 – 6 | Uruguay XV | Gimnasia y Esgrima |

| Spalato 30 novembre 1968 | Jugoslavia | 10 – 12 | Cecoslovacchia |  |

### Altri Test
| Bruxelles 2 maggio 1968 | Belgio | 8 – 27 | Ile de France B |  |

| Francoforte sul Meno 6 ottobre 1968 | Assia | 13 – 3 | Belgio |  |

| Londra 1º novembre 1968 | Middlesex | 36 – 3 | Belgio |  |

| Bruxelles 11 novembre 1968 | Belgio | 17 – 9 | Fiandre |  |

| Bruxelles 5 dicembre 1968 | Belgio | 3 – 45 | Cape Town Un. |  |

## La Nazionale italiana
La Nazionale italiana non partecipa alla Coppa delle Nazioni 1967-68, dopo la retrocessione dell'anno prima.
Tre match: due amichevoli (Portogallo e Germania) e la prima partita della Coppa delle Nazioni 1968-69.
| Arbitro: | Calmet |

|              |           |                                                                                   |
| 2' cp Branco | Marcatori | 53' m. L. Modonesi 56' m. Ambron 70' cp Autore 76' m. e tr Autore ' 77' m. Ambron |

| Arbitro: | Cuny |

| |           |                                                                      |
| 5' m. Ambron 11' 26' cp R. Martini 36' m. Ambron tr. R. Martini 53' m. L. Modonesi tr. Autore 62' drop Della Valle | Marcatori | 33' m. Kaiser tr. Jaeger 45' c.p. Jaeger 57' cp Jager 75' drop Jager |

## I Barbarians
Nel 1968 la squadra ad inviti dei Barbarians ha disputato i seguenti incontri:
| Northampton 7 marzo 1968 | East Midlands | 19 – 6 | Barbarians |  |

## Campionati nazionali
| Sudafrica            | Currie Cup               | Northern Transvaal               |
| Nuovo Galles del Sud | Shute Shield             | Sydney University                |
| Argentina            | Camp. di Buenos Aires    | Belgrano Athletic Club e C.U.B.A |
|                      | Argentino 1968           | Buenos Aires                     |
| Francia              | Campionato 1967-68       | Lourdes                          |
|                      | Challenge Yves du Manoir | Narbonne                         |
| Inghilterra          | Campionato delle Contee  | Middlesex                        |
| Irlanda              | Interprovinciale         | Munster Rugby                    |
| Italia               | Campionato               | L'Aquila                         |
|                      | Coppa                    | Fiamme Oro Padova                |
| Romania              | Campionato               | non assegnato                    |
| Portogallo           | Coppa                    | CDUL                             |
| Spagna               | Copa del Rey             | Atletico San Sebastian           |
| Canada               | Interprovinciale         | British Columbia                 |
| Brasile              | Campionato               | São Paulo Athletic Club          |
| Unione Sovietica     | Campionato               | MVTU                             |